# Rally di Sardegna 2023
Il Rally di Sardegna 2023, ufficialmente denominato 20º Rally Italia Sardegna, è stata la sesta prova del campionato del mondo rally 2023 nonché la ventesima edizione del Rally di Sardegna e la diciannovesima con valenza mondiale. 

## Riepilogo
La manifestazione si è svolta dal 1º al 4 giugno sugli sterrati che attraversano i territori ubicati della parte centro-orientale della provincia di Sassari, nel nord dell'isola, con la sede che ritornò ad essere Olbia dopo che nell'edizione 2022 era stata spostata ad Alghero, e il parco assistenza per i concorrenti allestito lungo il molo Brin, una banchina del porto.
L'evento è stato vinto dal belga Thierry Neuville, navigato dal connazionale Martijn Wydaeghe, al volante di una Hyundai i20 N Rally1 della squadra Hyundai Shell Mobis WRT, seguiti dalla coppia finlandese formata dai compagni di squadra Esapekka Lappi e Janne Ferm, giunti secondi, e dall'altro binomio finlandese composto da Kalle Rovanperä e Jonne Halttunen, terzi su Toyota GR Yaris Rally1 del team Toyota Gazoo Racing WRT. Si trattò della prima vittoria stagionale per la coppia belga, la diciottesima in carriera per Neuville e la quinta per Wydaeghe, i quali non vincevano dal rally del Giappone 2022, gara di chiusura dell'annata 2022, nonché la prima doppietta per la casa sudcoreana nel 2023; terzo podio consecutivo invece per Lappi e Ferm e il secondo di fila per Rovanperä e Halttunen, con questi ultimi che si confermarono saldamente in testa alla classifica generale.
I norvegesi Andreas Mikkelsen e Torstein Eriksen, su Škoda Fabia RS Rally2 della scuderia Toksport WRT 3, hanno invece conquistato il primo successo stagionale nel campionato WRC-2, ottenuto a sorpresa nell'ultima prova speciale, quando i francesi Adrien Fourmaux e Alexandre Coria, in testa sino a quel momento, rimasero bloccati da un'uscita di strada e furono costretti al ritiro. Nella serie WRC-3 si sono invece imposti i finlandesi Roope Korhonen e Anssi Viinikka su Ford Fiesta Rally3 del team Rautio Motorsport, al loro terzo successo stagionale dopo quelli conquistati in Svezia e in Croazia. In Sardegna si disputava anche la terza prova del campionato Junior WRC, che ha visto vincere il binomio irlandese costituito da William Creighton e Liam Regan, anche loro a bordo di una Ford Fiesta Rally3, i quali ottennero la seconda vittoria nella serie dopo aver primeggiato nella gara inaugurale in Svezia.

## Dati della prova
| Denominazione ufficiale             | Rally Italia Sardegna                                            |
| Edizione N°                         | 20                                                               |
| Tappa N°                            | 6 di 13                                                          |
| Data manifestazione                 | da giovedì 01/06/2023 a domenica 04/06/2023                      |
| Sede ospitante                      | Olbia (Sardegna, Italia)                                         |
| Sede parco assistenza               | molo Brin, porto di Olbia                                        |
| Superficie                          | Sterrato                                                         |
| Direttore di gara                   | Lucio De Mori                                                    |
| Iscritti                            | 71                                                               |
| Partiti                             | 71                                                               |
| Arrivati                            | 59 (83,1% dei partiti)                                           |
| Prove speciali                      | 19                                                               |
| Prova più breve                     | 3,23 km (PS1: Olbia-Cabu Abbas)                                  |
| Prova più lunga                     | 49,90 km (PS4 e PS7: Monte Lerno - Sa Conchedda)                 |
| Prova più lenta                     | velocità media di 67,4 km/h (PS14: Erula - Tula 2)               |
| Prova più veloce                    | velocità media di 107,1 km/h (PS18: Arzachena - Braniatogghiu 2) |
| Lunghezza prove speciali            | 320,88 km (27,47% della distanza totale)                         |
| Lunghezza complessiva trasferimenti | 847,34 km                                                        |
| Distanza totale                     | 1168,22 km                                                       |
| Media oraria del vincitore          | velocità media di 87,5 km/h (320,88 km in 3h40'01"4)             |

## Itinerario
| Frazione            | Prova  | Ora    | Nome                                                        | Lunghezza | Totale    |
| ------------------- | ------ | ------ | ----------------------------------------------------------- | --------- | --------- |
| Frazione 1 (1º giu) | PS1    | 18:05  | Olbia-Cabu Abbas                                            | 3,20 km   | 3,20 km   |
|                     |        |        |                                                             |           |           |
| Frazione 2 (2 giu)  |        | 07:30  | Assistenza – Molo Brin, Olbia (20 min)                      | –         | 141,24 km |
| Frazione 2 (2 giu)  | PS2    | 08:40  | Tantariles 20Ris 1                                          | 10,71 km  | 141,24 km |
| Frazione 2 (2 giu)  | PS3    | 09:31  | Terranova 1                                                 | 8,41 km   | 141,24 km |
| Frazione 2 (2 giu)  | PS4    | 10:21  | Monte Lerno - Sa Conchedda 1                                | 49,90 km  | 141,24 km |
| Frazione 2 (2 giu)  |        | 12:27  | Riordino – Municipio, Olbia (30 min)                        | –         | 141,24 km |
| Frazione 2 (2 giu)  |        | 12:57  | Assistenza – Molo Brin, Olbia (45 min)                      | –         | 141,24 km |
| Frazione 2 (2 giu)  | PS5    | 14:32  | Tantariles 20Ris 2                                          | 10,71 km  | 141,24 km |
| Frazione 2 (2 giu)  | PS6    | 15:23  | Terranova 2                                                 | 8,41 km   | 141,24 km |
| Frazione 2 (2 giu)  | PS7    | 16:13  | Monte Lerno - Sa Conchedda 2                                | 49,90 km  | 141,24 km |
| Frazione 2 (2 giu)  |        | 18:29  | Assistenza (flexi) – Molo Brin, Olbia (45 min)              | –         | 141,24 km |
|                     |        |        |                                                             |           |           |
| Frazione 3 (3 giu)  | PS8    | 08:05  | Coiluna - Loelle 1                                          | 16,28 km  | 133,62 km |
| Frazione 3 (3 giu)  | PS9    | 09:03  | Su Filigosu 1                                               | 19,57 km  | 133,62 km |
| Frazione 3 (3 giu)  | PS10   | 10:08  | Erula - Tula 1                                              | 21,92 km  | 133,62 km |
| Frazione 3 (3 giu)  | PS11   | 11:22  | Tempio Pausania 1                                           | 9,04 km   | 133,62 km |
| Frazione 3 (3 giu)  |        | 12:45  | Riordino – Municipio, Olbia (20 min)                        | –         | 133,62 km |
| Frazione 3 (3 giu)  |        | 13:05  | Assistenza – Molo Brin, Olbia (45 min)                      | –         | 133,62 km |
| Frazione 3 (3 giu)  | PS12   | 15:05  | Coiluna - Loelle 2                                          | 16,28 km  | 133,62 km |
| Frazione 3 (3 giu)  | PS13   | 16:03  | Su Filigosu 2                                               | 19,57 km  | 133,62 km |
| Frazione 3 (3 giu)  | PS14   | 17:30  | Erula - Tula 2                                              | 21,92 km  | 133,62 km |
| Frazione 3 (3 giu)  | PS15   | 18:44  | Tempio Pausania 2                                           | 9,04 km   | 133,62 km |
| Frazione 3 (3 giu)  |        | 20:17  | Assistenza (flexi) – Molo Brin, Olbia (45 min)              | –         | 133,62 km |
|                     |        |        |                                                             |           |           |
| Frazione 4 (4 giu)  | PS16   | 07:05  | Arzachena - Braniatogghiu 1                                 | 15,22 km  | 46,02 km  |
| Frazione 4 (4 giu)  | PS17   | 08:05  | Sardegna 1                                                  | 7,79 km   | 46,02 km  |
| Frazione 4 (4 giu)  |        | 08:53  | Riordino – piazza Libertà, Santa Teresa di Gallura (30 min) | –         | 46,02 km  |
| Frazione 4 (4 giu)  | PS18   | 10:09  | Arzachena - Braniatogghiu 2                                 | 15,22 km  | 46,02 km  |
| Frazione 4 (4 giu)  |        | 11:11  | Riordino – Vignola Mare, Aglientu (50 min)                  | –         | 46,02 km  |
| Frazione 4 (4 giu)  | PS19   | 12:15  | Sardegna 2 (power stage)                                    | 7,79 km   | 46,02 km  |
| Totale              | Totale | Totale | Totale                                                      | 320,88 km | 320,88 km |

## Risultati

### Classifica
| Pos.       | Nº       | Pilota               | Copilota            | Auto                   | Squadra                          | Classe/Validità | Tempo     | Distacco   | Punti    |
| Generale   | Generale | Generale             | Generale            | Generale               | Generale                         | Generale        | Generale  | Generale   | Generale |
| ---------- | -------- | -------------------- | ------------------- | ---------------------- | -------------------------------- | --------------- | --------- | ---------- | -------- |
| 1.         | 11       | Thierry Neuville     | Martijn Wydaeghe    | Hyundai i20 N Rally1   | Hyundai Shell Mobis WRT          | WRC             | 3h40'01"4 | –          | 25       |
| 2.         | 4        | Esapekka Lappi       | Janne Ferm          | Hyundai i20 N Rally1   | Hyundai Shell Mobis WRT          | WRC             | 3h40'34"4 | +33"0      | 18       |
| 3.         | 69       | Kalle Rovanperä      | Jonne Halttunen     | Toyota GR Yaris Rally1 | Toyota Gazoo Racing WRT          | WRC             | 3h41'56"7 | +1'55"3    | 20       |
| 4.         | 33       | Elfyn Evans          | Scott Martin        | Toyota GR Yaris Rally1 | Toyota Gazoo Racing WRT          | WRC             | 3h45'21"9 | +5'20"5    | 14       |
| 5.         | 23       | Andreas Mikkelsen    | Torstein Eriksen    | Škoda Fabia RS Rally2  | Toksport WRT 3                   | WRC-2           | 3h49'34"7 | +9'33"3    | 10       |
| 6.         | 25       | Teemu Suninen        | Mikko Markkula      | Hyundai i20 N Rally2   | Hyundai Motorsport N             | WRC-2           | 3h51'50"3 | +11'48"9   | 8        |
| 7.         | 29       | Kajetan Kajetanowicz | Maciej Szczepaniak  | Škoda Fabia RS Rally2  | -                                | WRC-2           | 3h52'47"5 | +12'46"1   | 6        |
| 8.         | 20       | Yohan Rossel         | Arnaud Dunand       | Citroën C3 Rally2      | PH Sport                         | WRC-2           | 3h52'54"9 | +12'53"5   | 4        |
| 9.         | 37       | Mikołaj Marczyk      | Szymon Gospodarczyk | Škoda Fabia RS Rally2  | -                                | WRC-2           | 3h55'35"2 | +15'33"8   | 2        |
| 10.        | 41       | Erik Cais            | Petr Těšínský       | Škoda Fabia RS Rally2  | -                                | WRC-2           | 3h56'50"8 | +16'49"4   | 1        |
| ...        | ...      | ...                  | ...                 | ...                    | ...                              | ...             | ...       | ...        | ...      |
| 14.        | 17       | Sébastien Ogier      | Vincent Landais     | Toyota GR Yaris Rally1 | Toyota Gazoo Racing WRT          | WRC             | 3h59'51"8 | +19'50"4   | 1        |
| ...        | ...      | ...                  | ...                 | ...                    | ...                              | ...             | ...       | ...        | ...      |
| 35.        | 8        | Ott Tänak            | Martin Järveoja     | Ford Puma Rally1       | M-Sport Ford WRT                 | WRC             | 4h41'00"8 | +1h00'59"4 | 4        |
| ...        | ...      | ...                  | ...                 | ...                    | ...                              | ...             | ...       | ...        | ...      |
| 40.        | 18       | Takamoto Katsuta     | Aaron Johnston      | Toyota GR Yaris Rally1 | Toyota Gazoo Racing WRT          | WRC             | 4h50'12"4 | +1h10'11"0 | 3        |
| WRC-2      |          |                      |                     |                        |                                  |                 |           |            |          |
| 1. (5.)    | 23       | Andreas Mikkelsen    | Torstein Eriksen    | Škoda Fabia RS Rally2  | Toksport WRT 3                   | WRC-2           | 3h49'34"7 | –          | 25       |
| 2. (6.)    | 25       | Teemu Suninen        | Mikko Markkula      | Hyundai i20 N Rally2   | Hyundai Motorsport N             | WRC-2           | 3h51'50"3 | +2'15"6    | 18       |
| 3. (7.)    | 29       | Kajetan Kajetanowicz | Maciej Szczepaniak  | Škoda Fabia RS Rally2  | -                                | WRC-2           | 3h52'47"5 | +3'12"8    | 15       |
| 4. (8.)    | 20       | Yohan Rossel         | Arnaud Dunand       | Citroën C3 Rally2      | PH Sport                         | WRC-2           | 3h52'54"9 | +3'20"2    | 12       |
| 5. (9.)    | 37       | Mikołaj Marczyk      | Szymon Gospodarczyk | Škoda Fabia RS Rally2  | -                                | WRC-2           | 3h55'35"2 | +6'00"5    | 10       |
| 6. (10.)   | 41       | Erik Cais            | Petr Těšínský       | Škoda Fabia RS Rally2  | -                                | WRC-2           | 3h56'50"8 | +7'16"1    | 8        |
| 7. (11.)   | 30       | Grégoire Munster     | Louis Louka         | Ford Fiesta Rally2     | M-Sport Ford WRT                 | WRC-2           | 3h57'25"4 | +7'50"7    | 6        |
| 8. (12.)   | 39       | Lauri Joona          | Tuukka Shemeikka    | Škoda Fabia Rally2 Evo | -                                | WRC-2           | 3h58'08"4 | +8'33"7    | 4        |
| 9. (13.)   | 46       | Martin Prokop        | Michal Ernst        | Ford Fiesta Rally2     | -                                | WRC-2           | 3h59'23"9 | +9'49"2    | 2        |
| 10. (15.)  | 38       | Josh McErlean        | John Rowan          | Hyundai i20 N Rally2   | Motorsport Ireland Rally Academy | WRC-2           | 4h00'49"6 | +11'14"9   | 1        |
| WRC-3      |          |                      |                     |                        |                                  |                 |           |            |          |
| 1. (18.)   | 65       | Roope Korhonen       | Anssi Viinikka      | Ford Fiesta Rally3     | Rautio Motorsport                | WRC-3           | 4h14'20"0 | –          | 25       |
| 2. (19.)   | 66       | William Creighton    | Liam Regan          | Ford Fiesta Rally3     | Motorsport Ireland Rally Academy | WRC-3           | 4h15'11"5 | +51"5      | 18       |
| 3. (30.)   | 63       | Ali Türkkan          | Burak Erdener       | Ford Fiesta Rally3     | Castrol Ford Team Türkiye        | WRC-3           | 4h34'08"7 | +19'48"7   | 15       |
| 4. (31.)   | 71       | Roberto Blach        | Mauro Barreiro      | Ford Fiesta Rally3     | -                                | WRC-3           | 4h34'15"1 | +19'55"1   | 12       |
| 5. (32.)   | 67       | Laurent Pellier      | Kévin Bronner       | Ford Fiesta Rally3     | -                                | WRC-3           | 4h36'15"1 | +21'55"1   | 10       |
| 6. (37.)   | 70       | Tom Rensonnet        | Loïc Dumont         | Ford Fiesta Rally3     | RACB National Team               | WRC-3           | 4h44'09"5 | +29'49"5   | 8        |
| 7. (43.)   | 72       | Eamonn Kelly         | Conor Mohan         | Ford Fiesta Rally3     | Motorsport Ireland Rally Academy | WRC-3           | 4h53'47"2 | +39'27"2   | 6        |
| 8. (50.)   | 74       | Hamza Anwar          | Adnan Din           | Ford Fiesta Rally3     | -                                | WRC-3           | 5h22'22"6 | +1h08'02"6 | 4        |
| 9. (53.)   | 64       | Filip Kohn           | Thomas Woodburn     | Ford Fiesta Rally3     | -                                | WRC-3           | 5h36'58"0 | +1h22'38"0 | 2        |
| Junior WRC |          |                      |                     |                        |                                  |                 |           |            |          |
| 1. (19.)   | 66       | William Creighton    | Liam Regan          | Ford Fiesta Rally3     | Motorsport Ireland Rally Academy | JWRC            | 4h15'11"5 | –          | 29       |
| 2. (20.)   | 68       | Diego Dominguez Jr.  | Rogelio Peñate      | Ford Fiesta Rally3     | -                                | JWRC            | 4h16'57"4 | +1'45"9    | 20       |
| 3. (31.)   | 71       | Roberto Blach        | Mauro Barreiro      | Ford Fiesta Rally3     | -                                | JWRC            | 4h34'15"1 | +19'03"6   | 18       |
| 4. (32.)   | 67       | Laurent Pellier      | Kévin Bronner       | Ford Fiesta Rally3     | -                                | JWRC            | 4h36'15"1 | +21'03"6   | 17       |
| 5. (37.)   | 70       | Tom Rensonnet        | Loïc Dumont         | Ford Fiesta Rally3     | RACB National Team               | JWRC            | 4h44'09"5 | +28'58"0   | 10       |
| 6. (43.)   | 72       | Eamonn Kelly         | Conor Mohan         | Ford Fiesta Rally3     | Motorsport Ireland Rally Academy | JWRC            | 4h53'47"2 | +38'35"7   | 8        |
| 7. (47.)   | 73       | Raúl Hernández       | Adrián Pérez        | Ford Fiesta Rally3     | -                                | JWRC            | 5h10'47"7 | +55'36"2   | 11       |
| 8. (50.)   | 74       | Hamza Anwar          | Adnan Din           | Ford Fiesta Rally3     | -                                | JWRC            | 5h22'22"6 | +1h07'11"1 | 4        |

| Principali ritiri | Principali ritiri | Principali ritiri   | Principali ritiri | Principali ritiri     | Principali ritiri       | Principali ritiri | Principali ritiri                         | Principali ritiri |
| PS                | Nº                | Pilota              | Copilota          | Auto                  | Squadra                 | Classe            | Causa                                     | Pos. rit.         |
| ----------------- | ----------------- | ------------------- | ----------------- | --------------------- | ----------------------- | ----------------- | ----------------------------------------- | ----------------- |
| PS 6              | 21                | Gus Greensmith      | Jonas Andersson   | Škoda Fabia RS Rally2 | Toksport WRT 3          | WRC-2             | Incidente                                 | 13º               |
| PS 8              | 7                 | Pierre-Louis Loubet | Nicolas Gilsoul   | Ford Puma Rally1      | M-Sport Ford WRT        | WRC               | Non partito nella terza frazione (sabato) | 27º               |
| PS 11             | 45                | Armin Kremer        | Timo Gottschalk   | Škoda Fabia RS Rally2 | -                       | WRC-2             | Ruota danneggiata                         | 24º               |
| PS 15             | 26                | Emil Lindholm       | Reeta Hämäläinen  | Škoda Fabia RS Rally2 | Toksport WRT            | RC2               | Sospensione                               | 10º               |
| PS 18             | 6                 | Daniel Sordo        | Cándido Carrera   | Hyundai i20 N Rally1  | Hyundai Shell Mobis WRT | WRC               | Scarico                                   | 5º                |
| PS 19             | 27                | Adrien Fourmaux     | Alexandre Coria   | Ford Fiesta Rally2    | M-Sport Ford WRT        | WRC-2             | Danno da incidente                        | 5º                |

Legenda

Pos. = posizione; Nº = numero di gara; PS = prova speciale; Pos. rit. = posizione detenuta prima del ritiro.
| Icona | Note                                                                                     |
| ----- | ---------------------------------------------------------------------------------------- |
| WRC   | Equipaggio di classe Rally1 che può conquistare punti per il campionato costruttori.     |
| WRC   | Equipaggio di classe Rally1 che non può conquistare punti per il campionato costruttori. |
| WRC-2 | Equipaggio di classe RC2 registrato al campionato WRC-2.                                 |
| WRC-3 | Equipaggio di classe RC3 registrato al campionato WRC-3.                                 |
| JWRC  | Equipaggio di classe RC3 registrato al campionato Junior WRC.                            |
|       | Ulteriori classificazioni                                                                |

### Prove speciali
| Frazione            | Prova | Ora   | Nome                         | Lunghezza | Vincitori                         | Tempo   | Velocità media | Leader del rally                  |  |
| ------------------- | ----- | ----- | ---------------------------- | --------- | --------------------------------- | ------- | -------------- | --------------------------------- |  |
| Frazione 1 (1º giu) | PS1   | 18:05 | Olbia-Cabu Abbas             | 3,20 km   | Esapekka Lappi Janne Ferm         | 2'24"9  | 79,5 km/h      | Esapekka Lappi Janne Ferm         |  |
|                     |       |       |                              |           |                                   |         |                |                                   |  |
| Frazione 2 (2 giu)  | PS2   | 08:40 | Tantariles 20Ris 1           | 10,71 km  | Sébastien Ogier Vincent Landais   | 7'19"12 | 87,8 km/h      | Sébastien Ogier Vincent Landais   |  |
| Frazione 2 (2 giu)  | PS3   | 09:31 | Terranova 1                  | 8,41 km   | Takamoto Katsuta Aaron Johnston   | 5'31"6  | 91,3 km/h      | Takamoto Katsuta Aaron Johnston   |  |
| Frazione 2 (2 giu)  | PS4   | 10:21 | Monte Lerno - Sa Conchedda 1 | 49,90 km  | Sébastien Ogier Vincent Landais   | 31'33"9 | 94,9 km/h      | Sébastien Ogier Vincent Landais   |  |
| Frazione 2 (2 giu)  | PS5   | 14:32 | Tantariles 20Ris 2           | 10,71 km  | Esapekka Lappi Janne Ferm         | 7'08"9  | 89,9 km/h      | Sébastien Ogier Vincent Landais   |  |
| Frazione 2 (2 giu)  | PS6   | 15:23 | Terranova 2                  | 8,41 km   | Thierry Neuville Martijn Wydaeghe | 5'29"1  | 92,0 km/h      | Sébastien Ogier Vincent Landais   |  |
| Frazione 2 (2 giu)  | PS7   | 16:13 | Monte Lerno - Sa Conchedda 2 | 49,90 km  | Kalle Rovanperä Jonne Halttunen   | 31'55"4 | 93,8 km/h      | Esapekka Lappi Janne Ferm         |  |
|                     |       |       |                              |           |                                   |         |                |                                   |  |
| Frazione 3 (3 giu)  | PS8   | 08:05 | Coiluna - Loelle 1           | 16,28 km  | Thierry Neuville Martijn Wydaeghe | 10'01"6 | 97,4 km/h      | Sébastien Ogier Vincent Landais   |  |
| Frazione 3 (3 giu)  | PS9   | 09:03 | Su Filigosu 1                | 19,57 km  | Thierry Neuville Martijn Wydaeghe | 12'45"0 | 92,1 km/h      | Esapekka Lappi Janne Ferm         |  |
| Frazione 3 (3 giu)  | PS10  | 10:08 | Erula - Tula 1               | 21,92 km  | Sébastien Ogier Vincent Landais   | 18'45"7 | 70,1 km/h      | Sébastien Ogier Vincent Landais   |  |
| Frazione 3 (3 giu)  | PS11  | 11:22 | Tempio Pausania 1            | 9,04 km   | Thierry Neuville Martijn Wydaeghe | 6'53"2  | 78,8 km/h      | Sébastien Ogier Vincent Landais   |  |
| Frazione 3 (3 giu)  | PS12  | 15:05 | Coiluna - Loelle 2           | 16,28 km  | Esapekka Lappi Janne Ferm         | 9'52"3  | 98,9 km/h      | Sébastien Ogier Vincent Landais   |  |
| Frazione 3 (3 giu)  | PS13  | 16:03 | Su Filigosu 2                | 19,57 km  | Thierry Neuville Martijn Wydaeghe | 12'53"8 | 91,0 km/h      | Sébastien Ogier Vincent Landais   |  |
| Frazione 3 (3 giu)  | PS14  | 17:30 | Erula - Tula 2               | 21,92 km  | Daniel Sordo Cándido Carrera      | 19'31"6 | 67,4 km/h      | Thierry Neuville Martijn Wydaeghe |  |
| Frazione 3 (3 giu)  | PS15  | 18:44 | Tempio Pausania 2            | 9,04 km   | Thierry Neuville Martijn Wydaeghe | 7'23"1  | 73,4 km/h      | Thierry Neuville Martijn Wydaeghe |  |
|                     |       |       |                              |           |                                   |         |                |                                   |  |
| Frazione 4 (4 giu)  | PS16  | 07:05 | Arzachena - Braniatogghiu 1  | 15,22 km  | Ott Tänak Martin Järveoja         | 8'37"7  | 105,8 km/h     | Thierry Neuville Martijn Wydaeghe |  |
| Frazione 4 (4 giu)  | PS17  | 08:05 | Sardegna 1                   | 7,79 km   | Ott Tänak Martin Järveoja         | 5'37"1  | 83,2 km/h      | Thierry Neuville Martijn Wydaeghe |  |
| Frazione 4 (4 giu)  | PS18  | 10:09 | Arzachena - Braniatogghiu 2  | 15,22 km  | Takamoto Katsuta Aaron Johnston   | 8'31"7  | 107,1 km/h     | Thierry Neuville Martijn Wydaeghe |  |
| Frazione 4 (4 giu)  | PS19  | 12:15 | Sardegna 2 (power stage)     | 7,79 km   | Kalle Rovanperä Jonne Halttunen   | 5'55"0  | 79,0 km/h      | Thierry Neuville Martijn Wydaeghe |  |

### Power stage
PS19: Sardegna 2 di 7,79 km, disputatasi domenica 4 giugno 2023 alle ore 12:15 (UTC+2).
| Pos. | Nº | Pilota           | Copilota        | Auto                   | Squadra                 | Classe | Tempo    | Distacco | PP | PC |
| ---- | -- | ---------------- | --------------- | ---------------------- | ----------------------- | ------ | -------- | -------- | -- | -- |
| 1    | 69 | Kalle Rovanperä  | Jonne Halttunen | Toyota GR Yaris Rally1 | Toyota Gazoo Racing WRT | Rally1 | 5'55"034 | –        | 5  | 5  |
| 2    | 8  | Ott Tänak        | Martin Järveoja | Ford Puma Rally1       | M-Sport Ford WRT        | Rally1 | 5'59"783 | +4"749   | 4  | 4  |
| 3    | 18 | Takamoto Katsuta | Aaron Johnston  | Toyota GR Yaris Rally1 | Toyota Gazoo Racing WRT | Rally1 | 5'59"883 | +4"849   | 3  | -  |
| 4    | 33 | Elfyn Evans      | Scott Martin    | Toyota GR Yaris Rally1 | Toyota Gazoo Racing WRT | Rally1 | 6'01"808 | +6"774   | 2  | 2  |
| 5    | 17 | Sébastien Ogier  | Vincent Landais | Toyota GR Yaris Rally1 | Toyota Gazoo Racing WRT | Rally1 | 6'01"808 | +6"846   | 1  | -  |

Legenda: Pos.= Posizione; Nº = Numero di gara; PP = Punti campionato piloti/copiloti; PC = Punti campionato costruttori.

## Classifiche mondiali
Classifica piloti
| Pos. | Pos. | Pilota               | Punti |
| ---- | ---- | -------------------- | ----- |
| 1    |      | Kalle Rovanperä      | 118   |
| 2    | 3    | Thierry Neuville     | 93    |
| 3    | 1    | Ott Tänak            | 85    |
| 4    |      | Elfyn Evans          | 83    |
| 5    | 2    | Sébastien Ogier      | 70    |
| 6    |      | Esapekka Lappi       | 67    |
| 7    |      | Daniel Sordo         | 36    |
| 8    |      | Takamoto Katsuta     | 23    |
| 9    |      | Craig Breen          | 19    |
| 10   |      | Gus Greensmith       | 16    |
| 11   |      | Oliver Solberg       | 15    |
| 12   | 3    | Andreas Mikkelsen    | 14    |
| 13   | 1    | Pierre-Louis Loubet  | 14    |
| 14   | 1    | Yohan Rossel         | 12    |
| 15   | 4    | Teemu Suninen        | 9     |
| 16   | 4    | Kajetan Kajetanowicz | 7     |
| 17   | 3    | Emil Lindholm        | 6     |
| 18   | 2    | Nikolaj Grjazin      | 3     |
| 19   | N    | Mikołaj Marczyk      | 2     |
| 20   | 3    | Ole Christian Veiby  | 2     |
| 21   | N    | Erik Cais            | 1     |
| 22   | 4    | Sami Pajari          | 1     |

Classifica copiloti
| Pos. | Pos. | Pilota                 | Punti |
| ---- | ---- | ---------------------- | ----- |
| 1    |      | Jonne Halttunen        | 118   |
| 2    | 3    | Martijn Wydaeghe       | 93    |
| 3    | 1    | Martin Järveoja        | 85    |
| 4    |      | Scott Martin           | 83    |
| 5    | 2    | Vincent Landais        | 70    |
| 6    |      | Janne Ferm             | 67    |
| 7    |      | Cándido Carrera        | 36    |
| 8    |      | Aaron Johnston         | 23    |
| 9    |      | James Fulton           | 19    |
| 10   | 5    | Torstein Eriksen       | 16    |
| 11   | 1    | Jonas Andersson        | 16    |
| 12   | 1    | Elliot Edmondson       | 15    |
| 13   | 1    | Nicolas Gilsoul        | 14    |
| 14   | 1    | Arnaud Dunand          | 12    |
| 15   | 3    | Mikko Markkula         | 9     |
| 16   | 3    | Maciej Szczepaniak     | 7     |
| 17   | 3    | Reeta Hämäläinen       | 6     |
| 18   | 2    | Konstantin Aleksandrov | 3     |
| 19   | N    | Szymon Gospodarczyk    | 2     |
| 20   | N    | Petr Těšínský          | 1     |
| 21   | 4    | Enni Mälkönen          | 1     |

Classifica costruttori WRC
| Pos. | Pos. | Squadra                 | Punti |
| ---- | ---- | ----------------------- | ----- |
| 1    |      | Toyota Gazoo Racing WRT | 235   |
| 2    |      | Hyundai Shell Mobis WRT | 212   |
| 3    |      | M-Sport Ford WRT        | 148   |

Legenda: Pos.= Posizione;  N = In classifica per la prima volta.